# Consul electra
Espèce
Consul electra est une espèce d'insectes lépidoptères de la famille des Nymphalidae et de la sous-famille des Charaxinae et du genre Consul.

## Dénomination
Consul electra a été décrit par Westwood en 1850 sous le nom initial de Paphia electra.
Synonyme : Anaea electra, Godman & Salvin, [1884].

### Noms vernaculaires
Consul electrai se nomme Pearly Leafwing en anglais.

### Sous-espèces
- Consul electra electra
- Consul electra adustus Lamas, 2003[1].

## Description
Consul electra est un papillon aux ailes antérieures à bord costal bossu, apex pointu en crochet et aux ailes postérieures munies d'une queue en massue et d'une amorce de queue à l'angle anal.
Le dessus des ailes antérieures est jaune très pâle avec l'apex des ailes antérieures et le bord externe marron.
Le revers est beige clair nacré et simule une feuille morte.

## Biologie

### Plantes hôtes
Les plantes hôtes de sa chenille sont des Piper.

## Écologie et distribution
Consul panariste est présent au Mexique, au Nicaragua et à Panama.

### Protection
Pas de statut de protection particulier.